# TFM+
TFM＋（ティーエフエムプラス）は、かつて存在していたインターネットテレビ局。株式会社ぱっぷるがティーエフエム・インタラクティブ株式会社とともに、2006年5月から運営していた。
「普通じゃない！！ティーエフエムプラス」をキャッチフレーズに、サブカルチャーに特化した焦点を絞ったコンテンツを配信。TOKYO FM の公式インターネットTV iiv channelへのコンテンツ提供も行っている。
2009年1月、ティーエフエム・インタラクティブ株式会社がジグノシステムジャパン株式会社に吸収合併された。このため、当時放送していた番組の一部は株式会社ぱっぷるの運営するインターネットテレビ局Mopalへ移動している。
また、TOKYO FMは2015年4月20日よりほぼ同名のニュースサイトTOKYO FM+でのニュース記事の配信を開始したが、TFM＋(株式会社ぱっぷる・ティーエフエム・インタラクティブ株式会社)とは関係ない。

## 当時放送していた番組
- 江頭2:50のピーピーピーするぞ!（Mopalへ）
- REAL A PROJECT
- Tokyo V-stock
- Cat Fight plus（Mopalへ）
- JUICY×JUICY
- MONO Live
- 未来設計図
- Party×Party
- 創聖のアクエリオン in スペイン坂

## 放送終了した番組
- キュートニュース